# Fiorenzuola d'Arda
Fiorenzuola d'Arda là một đô thị và cộng đồng (comune) ở tỉnh Piacenza trong vùng Emilia-Romagna nước Ý.
Đô thị Fiorenzuola d'Arda có diện tích ki lô mét vuông, dân số thời điểm năm 31 tháng 5 năm 2005 là 13.976 người.
Đô thị này có các đơn vị dân cư (frazioni) sau:
Các đô thị giáp ranh: 